# غواصة أوسكار
غواصة أوسكار كلاس سوبمارين (بالروسية:Подводные лодки проекта 949А)، ويلقب بـ Project 949 و Project 949A، هي غواصة سوفيتية، صنعت منذ عام 1975 و1996م، وهي تعد ثاني أكبر الغواصات السوفيتية/الروسية من ناحية الإزاحة والطول وتسبقها غواصة تايفون، تستخدم هذه الغواصة من قبل البحرية الروسية وقبلها الاتحاد السوفيتي.
حيث تتميز بضخامة الحجم وإطلاق عدد من الصواريخ من الجهتين.

غواصة بروجيت 949 (Project 949)

غواصة بروجيت 949أي (Project 949A)

## معرض صور

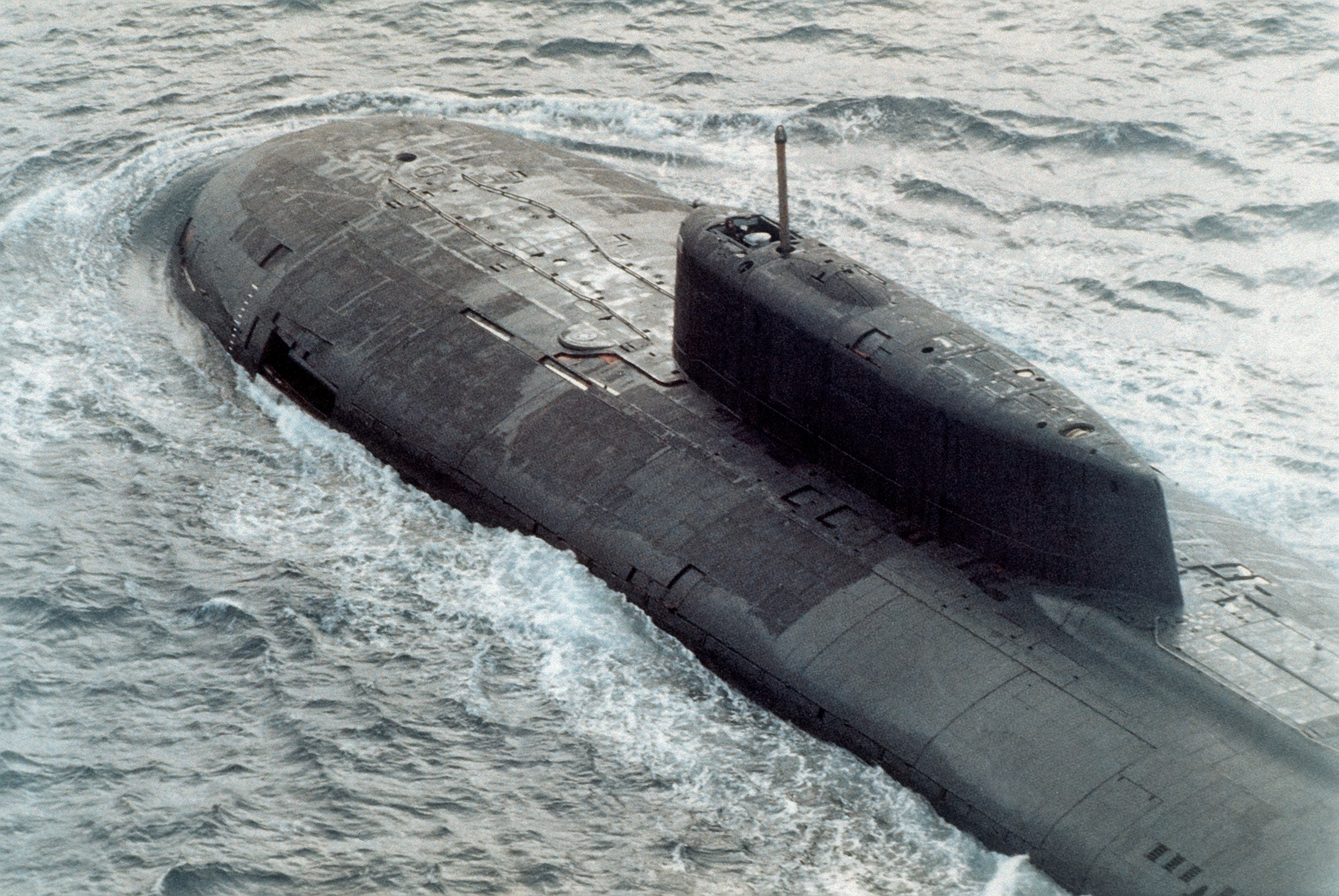
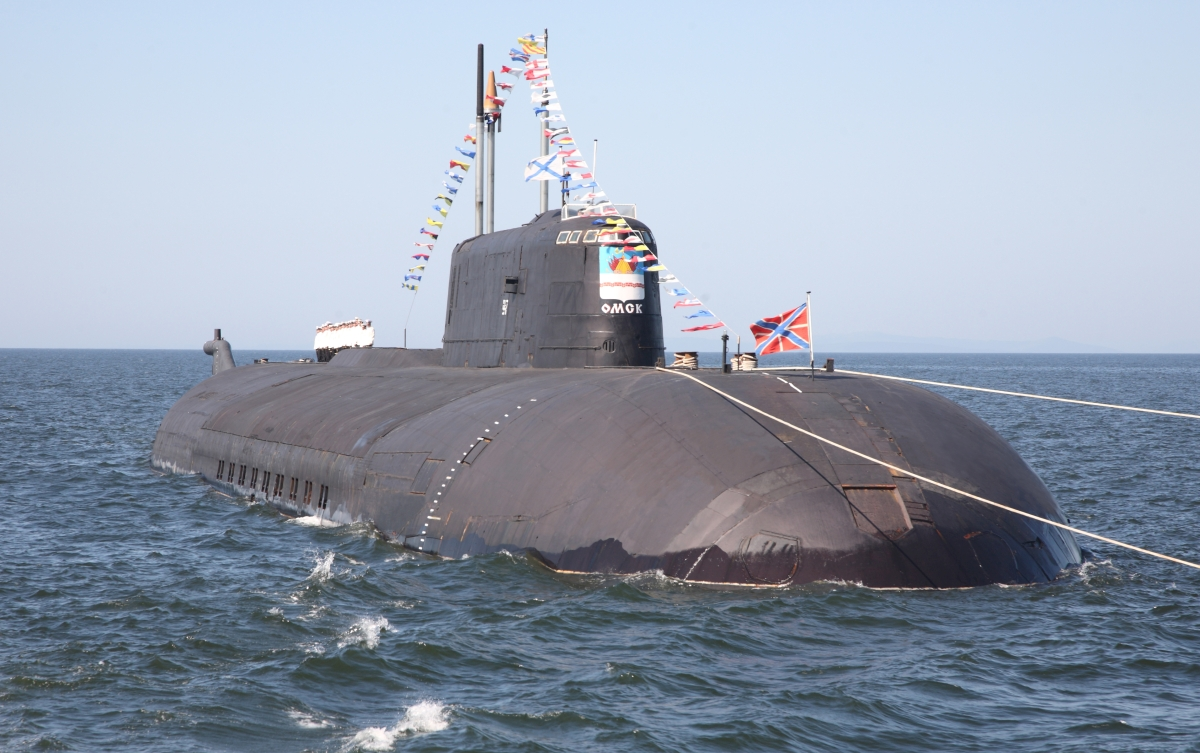
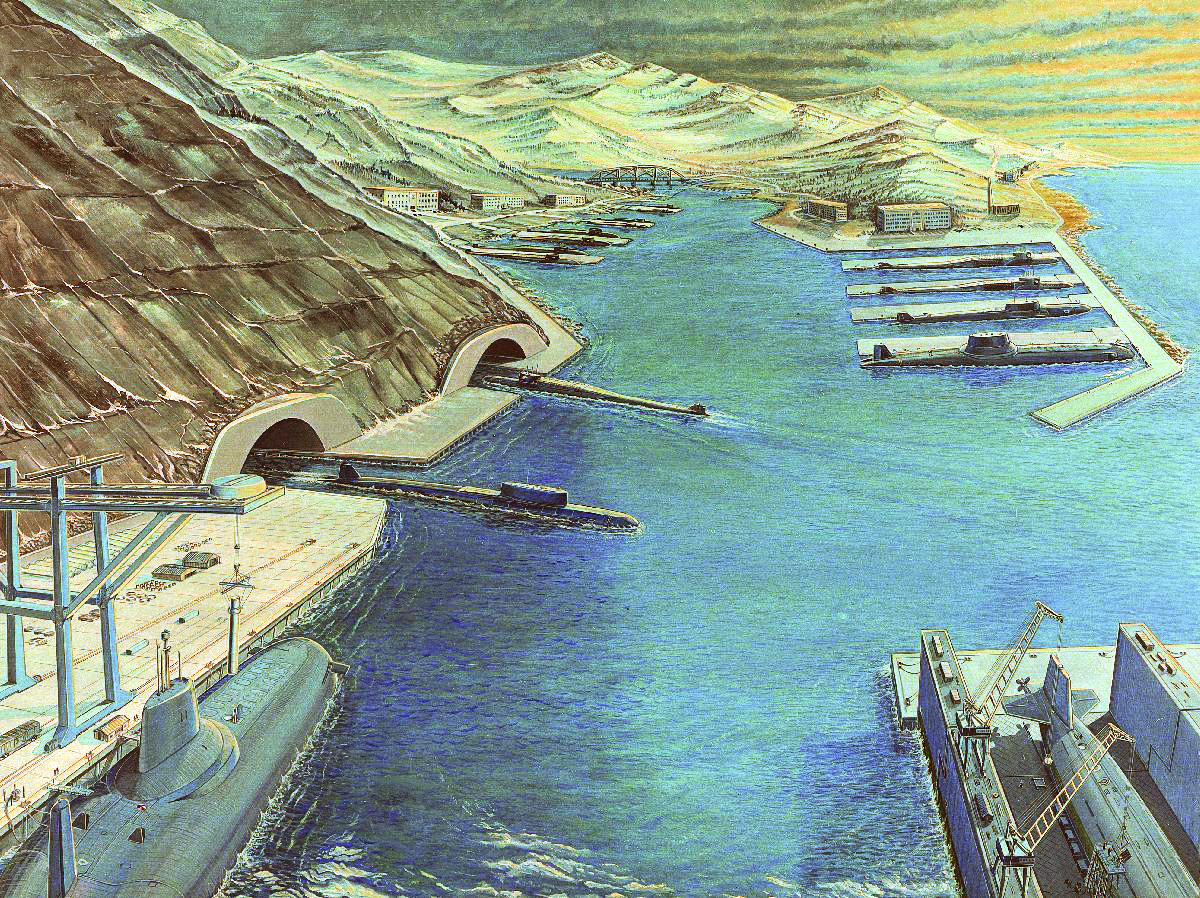
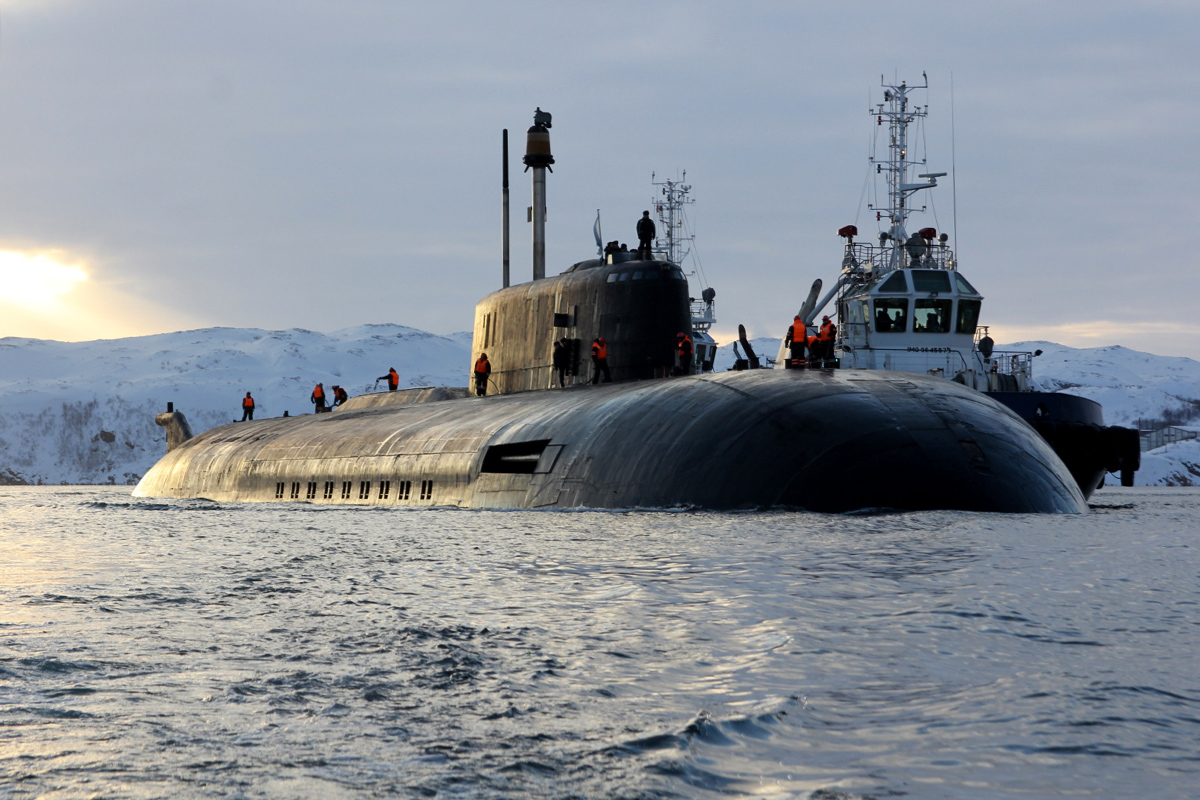
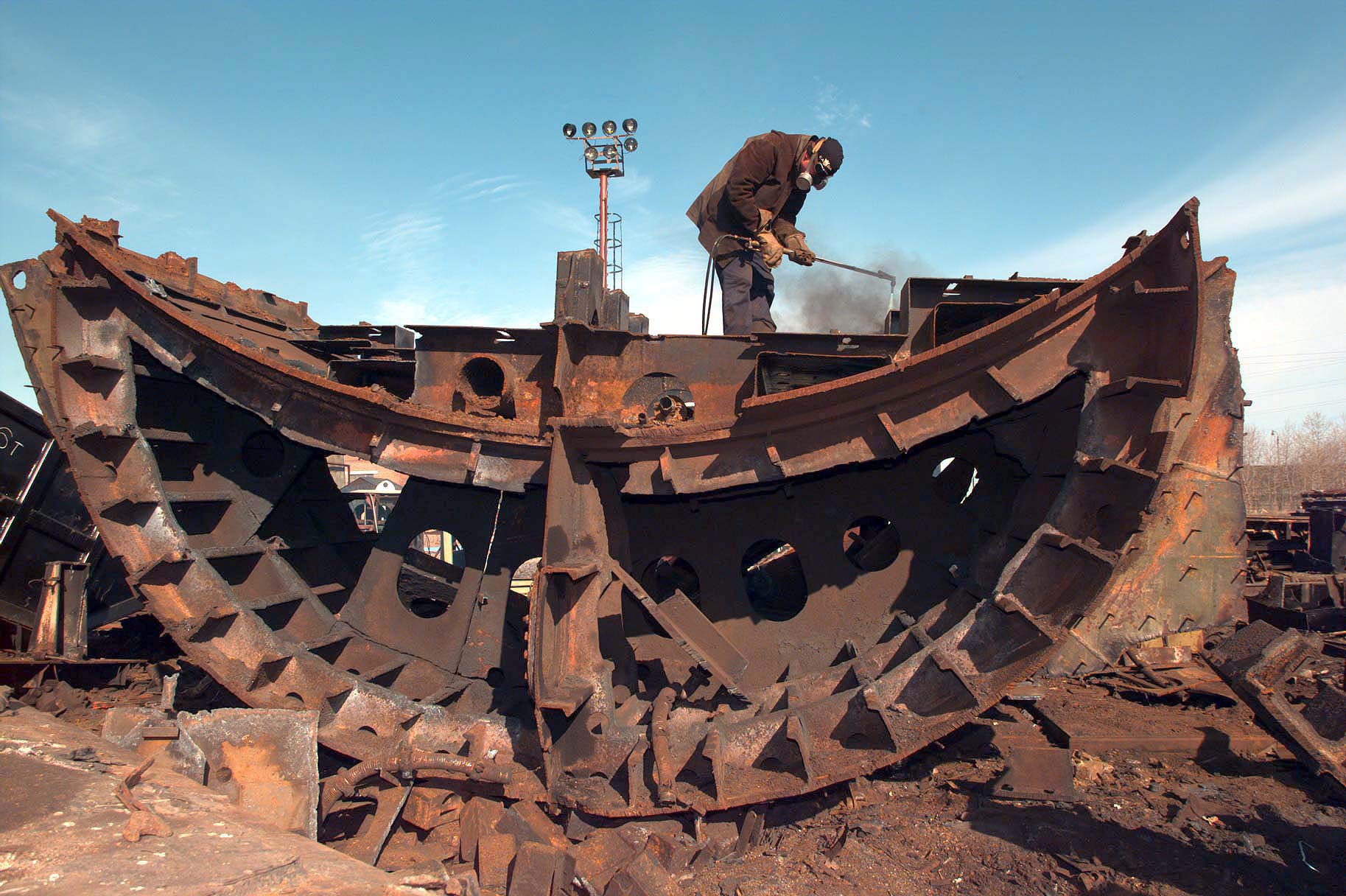

## وصلات خارجية
- Two pictures of boats of the class
- http://www.friends-partners.org/pipermail/fpspace/2000-September/000237.html نسخة محفوظة 25 سبتمبر 2012 على موقع واي باك مشين.